# کریستینا لوون
کریستینا لوون (سوئدی: Kristina Lugn؛ زادهٔ ۱۴ نوامبر ۱۹۴۸ – درگذشته ۹ مه ۲۰۲۰) شاعر، نمایش‌نامه‌نویس اهل سوئد بود. او در ۵ اکتبر ۲۰۰۶ به عضویت آکادمی سوئد درآمد.

## زندگی‌نامه
کریستینا لوون در تیرپ در اوپلندز وزبه متولد شد. و در شووده در خانه پدرش، روبرت لوون، بزرگ شد. پدرش سرگرد، و افسر زره‌پوش هنگ سکارابوری و مادرش بریتا- ستینا آلیندر مدیر بود. پدربزرگش پرلوون و مادربزرگ وی گون هیلد هنشن، یکی بعد از دیگری مدیر موزه آثار مصر در استکهلم بودند. هنگامی که شش ساله بود با چاپ شعری از او در مجله Kalle Anka & C:o تصمیم گرفت نویسنده شود.

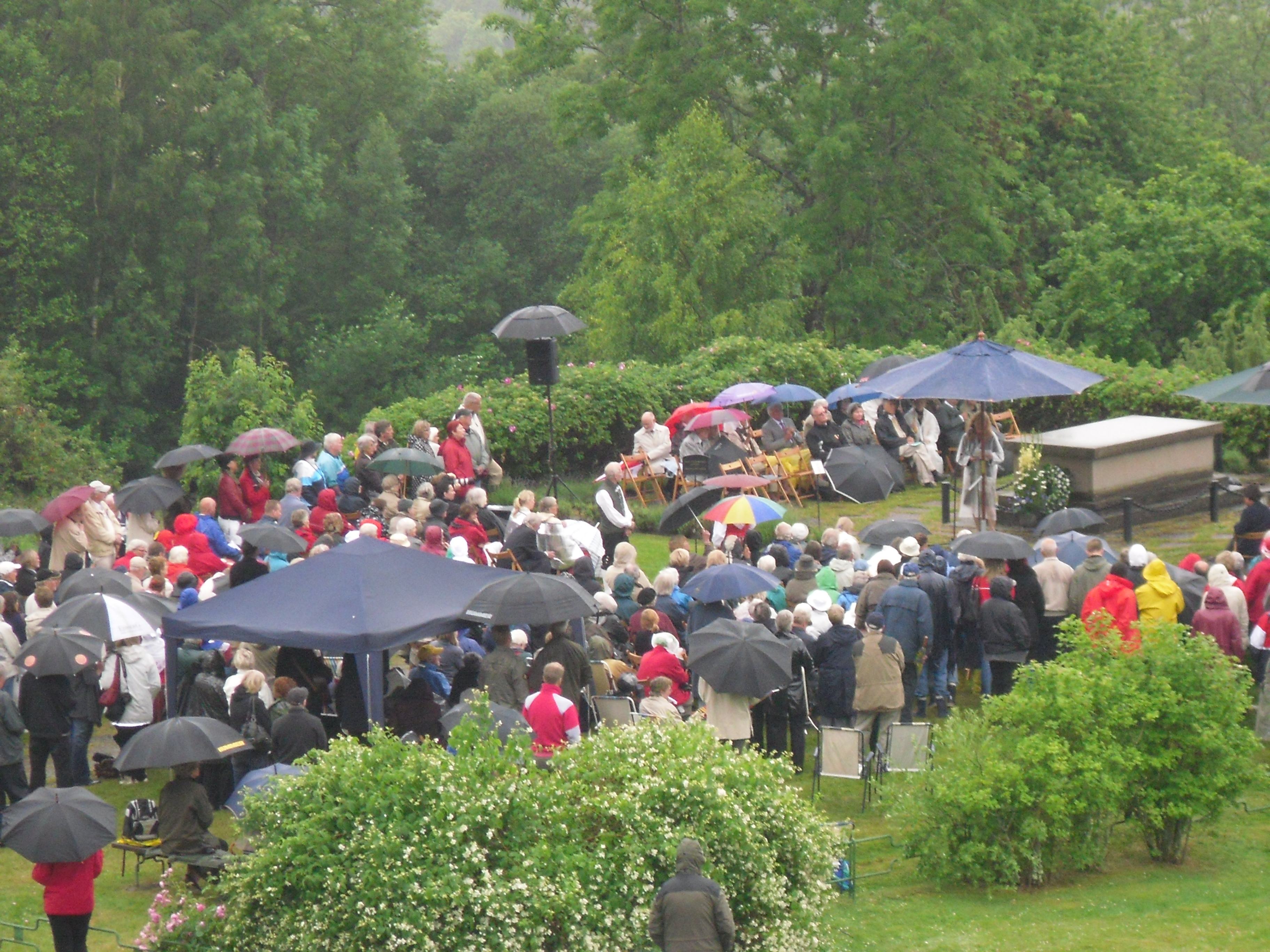
کریستینا لوون در ۶ ژوئیه ۲۰۰۹

کریستینا لوون مادر نمایشنامه‌نویس ماتینا مونتِلِیوس است.

## نویسندگی و کار تئاتر
او از اوایل ۱۹۷۲ تاکنون، هشت مجموعه شعر را با نام «اگر من نه» منتشر کرد. او همچنین بعدها، شروع به نوشتن نمایشنامه کرد. کریستینا در سایر رسانه‌های سوئد، ازجمله برنامه «غیرقابل منتظره» تلویزیون سوئد، که در بهار ۱۹۸۷ پخش شد، شرکت کرد. او میزبان برنامه بود و آن را به همراه یورن و برت کارلسون اجرا کرد.
لوون پس از مرگ بازیگر تئاتر آلن ادول در سال ۱۹۹۷ تئاتر برونسگاتان فیرا در استکهلم را عهده‌دار شد و چند نمایشنامه را شخصاً به روی صحنه برد. او تا سال ۲۰۱۱ مدیر هنری تئاتر بود. کریستینا همچنین در دراماتن ایفای نقش کرد. در میان نمایشنامه‌های او، می‌توان به Tant Blomma,Idlaflickorna, Titta en älg! و Kvinnorna vid Svansjö. اشاره کرد.
در سال ۲۰۰۲، لوون در تئاتر، برونسگاتان چهار، به یک برنامه شعرخوانی به نام «شب آرام با لوون» را اجرا کرد. لوون در همکاری با هنینگ منکل نویسنده و نمایشنامه‌نویس رمان یواشکی شناکننده ها(Tjuvbadarna) را نوشتند.

## کارهای علمی، موسیقی
کریستینا لوون، در ۵ اکتبر ۲۰۰۶ در آکادمی سوئد انتخاب شد و در ۲۰ دسامبر همان سال، همزمان با جلسه یادبود آکادمی جانشین لاش یللنستن شد و کرسی شماره ۱۴ را گرفت.
در ۱۹ ژوئن ۲۰۱۰ هنگام مراسم عقد شاهزاده ویکتوریا و شاهزاده دانیل، کریستینا لوون یک کار نوشتاری جدید، به نام در آغوش تو، خوشحال خواهد شد(Vilar glad. I din famn)، را با همنوایی موسیقی بننی آندشون Benny Andersson اجرا کرد.
درهفته افتتاحیه اورگل آکوستیکوم (Orgel Acusticum) در دانشگاه تکنیکی لولِوُ Luleå، بننی آندشون برای اولین بار قطعه خاص هنری‌اش را با «یک نوشته در برف» (En skrift i snön)، که نوشته کریستینا لوون بود اجرا کرد. بسیاری آهنگسازان سوئدی با اشعار لوون کار کرده‌اند، از جمله گابریل ویلتسکووسکی (Wilczkowski)، بو اولمن، سوِن -داوید سندستروم، کیم هِداُس وپترگوللین.

## سبک و اهمیت
شعر او تا حدی الهام گرفته از سونیا اوکه سون است و نوعی نقش آفرینی با اعترافات ظریف و طنزهای عجیب و غریب. تم اصلی شعرها و نمایشنامه‌های او از جمله در شعرهای مرگ، تنهایی، ترس از میانسالی، همیشه در جستجوی عادی بودن، عادی بودن خفه‌کننده است. همه چیز با عجایب گزنده و فرمول‌های دشوار است که باعث می‌شود که ما زبان سوئدی را از بیرون ببینیم و بیندیشیم :این کلمات واقعاً چه معنی می‌دهند؟، به عنوان مثال «خداحافظ، خوش بگذرد!» (۲۰۰۳).
کریستینا لوون در تاریخ ۸ ژوئن ۲۰۱۴، بورسیه تحصیلی کارامل اودیکت را با انگیزه درک بهتر زبان سوئدی دریافت کرد: «از آنجا که منحصر به فرد بودنش برای زیبایی غیرقابل درک - طنزآمیز و شدید است، بازتاب و تعهد را در بر می‌گیرد. با احساس شاعر به لذت و مسرت ما، او موفق می‌شود تا ما زبان سوئدی را بهتر درک کنیم».